# Groovejet (If This Ain’t Love)
«Groovejet (If This Ain’t Love)» — песня итальянского музыкального продюсера Spiller, записанная при участии британской певицы Софи Эллис-Бекстор. Трек был выпущен 14 августа 2000 года на лейбле Positiva Records. Композиция смогла возглавить сингловый чарт Великобритании, Новой Зеландии, Австралии и Ирландии, а также войти в тройку лидеров Billboard Hot Dance Club Songs. Песня позднее вошла в дебютный студийный альбом Софи — Read My Lips.

## История создания
Первоначально композиция представляла собой чисто инструментальную версию. В треке Spiller использовал сэмпл из диско-хита «Love Is You» Кэрол Уильямс. Однако лейбл решил продвинуть песню на радио, для этого песне требовался вокал. В качестве исполнительницы была приглашена экс-солистка ансамбля «theaudience» Софи Эллис-Бекстор.

## Клип
Клип показывает, как Спиллер и Эллис-Бекстор путешествуют по Бангкоку по отдельности. Несколько раз они проходят мимо друг друга, но не замечают. Спиллер встречается с людьми и раздает автографы, его огромный рост усложняет ему жизнь. Софи задумчиво поет за разными столиками в барах. Спиллер берет такси, а Эллис-Бекстор едет на тук-туке, и в итоге они встречаются в ночном клубе.

## Список композиций
UK CD single
1. «Groovejet (If This Ain’t Love)» (radio edit) — 3:47
2. «Groovejet» — 6:18
3. «Groovejet (If This Ain’t Love)» (Solar’s Jet Groove Dub Mix) — 8:18

UK Cassette single
1. «Groovejet (If This Ain’t Love)» (radio edit) — 3:47
2. «Groovejet» — 6:18
3. «Groovejet (If This Ain’t Love)» (Spiller’s Extended Vocal Mix) — 7:27

## Чарты

### Еженедельные чарты
| Чарт (2000-01)                                  | Пиковая позиция |
| ----------------------------------------------- | --------------- |
| Австралия (ARIA)                                | 1               |
| Австрия (Ö3 Austria Top 40)                     | 16              |
| Бельгия/Фландрия (Ultratop 50)                  | 15              |
| Бельгия/Валлония (Ultratop 50)                  | 13              |
| Финляндия (Suomen virallinen lista)             | 6               |
| Франция (SNEP)                                  | 17              |
| Германия (GfK)                                  | 14              |
| Íslenski Listinn Topp 40                        | 4               |
| Ирландия (IRMA)                                 | 1               |
| Италия (FIMI)                                   | 9               |
| Нидерланды (Dutch Top 40)                       | 10              |
| Нидерланды (Single Top 100)                     | 13              |
| Новая Зеландия (Recorded Music NZ)              | 1               |
| Норвегия (VG-lista)                             | 4               |
| Polish Airplay Charts                           | 15              |
| Шотландия (OCC Scotland)                        | 1               |
| Швеция (Sverigetopplistan)                      | 28              |
| Швейцария (Schweizer Hitparade)                 | 5               |
| Великобритания (OCC UK Singles)                 | 1               |
| US Billboard Hot Dance Club Play                | 3               |
| US Billboard Hot Dance Music/Maxi-Singles Sales | 27              |

### Годовые чарты
| Чарт (2000)                          | Позиция |
| ------------------------------------ | ------- |
| Recorded Music NZ                    | 20      |
| Schweizer Hitparade                  | 45      |
| UK Singles (Official Charts Company) | 12      |

## Сертификации и продажи
| Регион | Сертификация  | Продажи  |
| --- | ------------- | -------- |
| Австралия (ARIA) | 2× Платиновый | 140,000^ |
| Новая Зеландия (RMNZ) | Платиновый    | 10 000*  |
| Великобритания (BPI) | Платиновый    | 642,000  |
| * Данные о продажах приведены только на основе сертификации. ^ Данные о тиражах приведены только на основе сертификации. |               |          |